# Agyrta chena
Agyrta chena là một loài bướm đêm thuộc phân họ Arctiinae, họ Erebidae.